# Коллодионный процесс

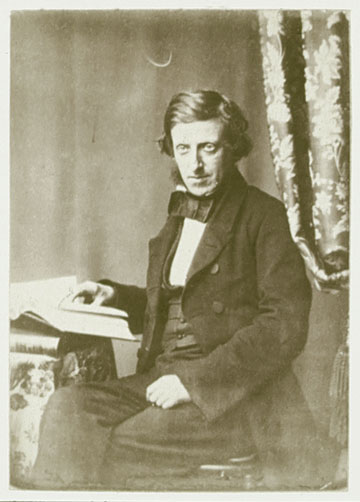
Изобретатель коллодионного процесса Фредерик Скотт Арчер

Коллодио́нный проце́сс — ранний фотографический процесс, использующий в качестве связующей среды для светочувствительных кристаллов галогенидов серебра коллодий. В конце 1850-х годов эта технология полностью заменила дагеротипию, благодаря более высокой светочувствительности и качеству изображения. Наиболее распространённым был так называемый «мокрый коллодионный процесс», требующий немедленного экспонирования и лабораторной обработки готовой эмульсии, терявшей свои свойства при высыхании. Эта особенность затрудняла фотосъёмку вне студии. Однако, кроме мокрого, известен и «сухой коллодионный процесс», позволявший брать запас готовых фотопластинок даже в длительные экспедиции. Сухие коллодионные пластины обладали очень низкой светочувствительностью, недостаточной для портретирования, но давали возможность снимать неподвижные объекты: пейзажи, архитектуру и предметы. К концу XIX века коллодионный процесс был вытеснен более технологичными фотоматериалами с желатиносеребряной фотоэмульсией.

## Историческая справка
Мокрый коллодионный процесс был изобретён независимо друг от друга англичанами Фредериком Скоттом Арчером (англ. Frederick Scott Archer) и Робертом Бинэмом (англ. Robert Jefferson Bingham), а также французом Гюставом Лёгре (фр. Gustave Le Gray). Первая публикация изобретения датируется 1851 годом и целиком приписывается Арчеру. Изобретение произвело настоящую революцию в фотографии, позволив получать снимки высокого качества с очень короткими выдержками. По сравнению с дагеротипией выдержки сократились в среднем в 50 раз. Это избавило от мучительного неподвижного сидения перед фотоаппаратом при создании портрета. Кроме того, создание технологии практически совпало по времени с появлением так называемой «дневной фотобумаги», пригодной для контактной печати. В результате негативное изображение на фотопластинке, получаемое коллодионным способом, могло тиражироваться так же, как в калотипии. В отличие от последней, где галогениды серебра впитывались в бумагу, в новом процессе они смешивались с коллодием и наносились на прозрачную стеклянную подложку без какой-либо фактуры, снижающей качество снимка. В 1854 году изобретатель калотипии Тальбот пытался через суд заявить свои права на коллодионный процесс, ссылаясь на использование негативно-позитивного принципа и проявления. Однако, суд счёл его претензии неубедительными, освободив технологию от патентных ограничений.
По сравнению с дагеротипами, рассматривание которых сопряжено с определёнными трудностями, изображение на альбуминовых отпечатках с коллодионных негативов отчётливо видимо при любом освещении, как на современных фотографиях. Изобретению коллодионного процесса предшествовало открытие коллодия, ставшего одним из ключевых компонентов технологии.
В 1847 году американский студент Джон Паркер Мейнард (англ. John Parker Maynard) растворил нитроцеллюлозу, появившуюся годом ранее, в смеси эфира и спирта, получив липкое вещество. При высыхании оно образовывало на твёрдой поверхности тонкую прочную плёнку и было названо «коллодием» (от греч. «колос» — липкий). Сразу после открытия Мейнарда коллодий получил распространение в медицине в качестве жидкого пластыря.
Фредерик Скотт Арчер, использовавший калотипию для съёмки своих скульптурных работ, решил её усовершенствовать, соединив коллодий с солями серебра. Для приготовления светочувствительной смеси он растворял йодистые соли в коллодии, а затем наносил эту смесь на отполированную стеклянную пластинку. После застывания коллодия пластинка была готова к сенсибилизации. Непосредственно перед съёмкой она погружалась в раствор азотнокислого серебра.

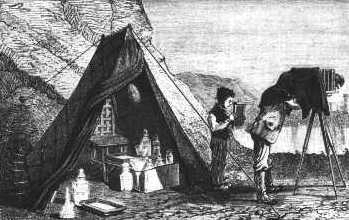
Передвижная фотолаборатория для коллодионного процесса

В результате в коллодии образовывались микрокристаллы йодистого серебра, придающего ему светочувствительность. Сразу после этого фотопластинка экспонировалась и проявлялась водно-спиртовым раствором пирогаллола, а затем закреплялась в растворе гипосульфита. Впоследствии в качестве светочувствительного вещества оказались пригодными также соли брома, дающие при взаимодействии с азотнокислым серебром бромосеребряные кристаллы. Коллодионный процесс оказался настолько технологичным, что в течение всего нескольких лет вытеснил дагеротипию и полностью заменил негативную стадию калотипии. Единственным недостатком оказались неудобства внестудийной съёмки, поскольку коллодий становился непроницаемым для проявителя всего за 10—15 минут из-за быстрого испарения эфира и кристаллизации растворимых солей. Однако, даже это было преодолимо при помощи передвижных фотолабораторий-палаток, в которых фотопластинки готовились и проявлялись сразу после съёмки. С помощью коллодионного процесса были получены первые военные фоторепортажи, снимавшиеся Роджером Фентоном во время Крымской войны. Благодаря большой разрешающей способности и дешевизне мокрый коллодионный процесс использовался в некоторых областях технической фотографии (например, для изготовления шкал и в полиграфии) вплоть до 2000-х годов.
В 1854 году Джеймс Каттинг запатентовал оригинальный метод использования стеклянных негативов, полученных мокро-коллодионным способом. Рассматривая недодержанные негативы, он заметил, что в отраженном свете на чёрном фоне они выглядит как позитивы. Светло-серое серебро, образующееся в светах снимка, хорошо отражает свет, а сквозь прозрачные тени виден чёрный фон. Качественная фотопечать с такого негатива невозможна, так как в тенях полученного на бумаге снимка полностью отсутствуют детали. Однако, в отражённом свете на подложке из чёрного бархата недодержанный негатив давал полноценное позитивное изображение. Каттинг придумал способ покрывать сторону со слоем коллодия лаком или канадским бальзамом, после чего накрывать сверху вторым стеклом. При такой герметизации доступ атмосферных газов к фотослою полностью прекращался, и полученное изображение получало неограниченный срок сохранности. По сравнению с быстро выцветавшими отпечатками на альбуминной фотобумаге, обращённый негатив оказался практически вечным. Свою технологию Каттинг назвал «амбротипия» (от греч. «ambrotos» — вечный). Однако вскоре от второго стекла отказались, оставив только лак. Сам же Каттинг добавил к своему имени приставку «Амброуз» и стал называться Джеймс Амброуз Каттинг (англ. James Ambrose Cutting). В 1856 году была запатентована ещё одна разновидность коллодионного процесса — тинтайп или ферротип. В отличие от амбротипа, изготавливавшегося на стекле, здесь коллодий поливался на небьющуюся металлическую пластинку, служившую одновременно чёрной подложкой.

## Описание технологии
Для создания негативов по мокрому коллодионному процессу используются стеклянные пластинки, на которые поливается светочувствительный слой. Перед началом работы стекло полируют водно-спиртовым раствором мела, чаще всего в специальном приспособлении. Эмульсия готовится смешиванием 2%-ного коллодия с бромистым кадмием и йодистым калием. После полива раствора на подготовленную пластину, он подсушивается до влажного состояния и подвергается сенсибилизации обработкой в растворе нитрата серебра. Этот процесс чаще всего происходит в течение 4—5 минут в специальной ванночке, где пластинка располагается вертикально. Признаком окончания процесса служит изменение цвета коллодия на молочно-белый. После экспонирования в крупноформатном фотоаппарате пластинка сразу же проявляется раствором железного купороса при неактиничном жёлто-зелёном освещении. Для снижения скорости проявления и удобства визуального контроля в проявитель добавляются уксусная кислота и сахар. При изготовлении амбротипа процесс должен прерываться до того, как начнут проявляться детали в тенях изображения, иначе позитив будет практически невидим в отражённом свете. В XIX веке в качестве фиксажа применялся цианистый калий, а в современной технологии общепринято закреплять коллодионную фотопластинку гипосульфитом.

## Сухой коллодионный процесс
Огромные неудобства использования мокрого коллодионного процесса вне фотоателье привели к многочисленным попыткам усовершенствовать технологию, обеспечив съёмку и проявление спустя некоторое время после приготовления фотопластинок. Над созданием сухих пластинок работали такие известные учёные, как Джозеф Сайдботэм, Ричард Кеннет, Мэйджор Рассел и Фредерик Рэттен (англ. Joseph Sidebotham, Richard Kennett, Major Russell, Frederick Charles Luther Wratten), но большинство их изобретений не привели к кардинальному улучшению. Эксперименты заключались в дополнительном покрытии пластин или смешивании коллодия с гигроскопичными веществами, предотвращающими быстрое высыхание. До тех пор, пока коллодион оставался влажным, фотоматериал сохранял, по крайней мере, частичную светочувствительность. Чаще всего использовались такие вещества, как глицерин, нитрат магния, танин и яичный белок. Кроме них предпринимались попытки приспособить даже чай, кофе, мёд, пиво и прочие увлажнители. В некоторых случаях удавалось продлить пригодность фотопластинок на несколько часов и даже суток после приготовления. Однако, светочувствительность при этом снижалась в несколько раз, удлиняя необходимую выдержку.
В 1864 году Болтон и Сайс (англ. W. B. Bolton and B. J. Sayce) предложили новую технологию производства сухой коллодионной фотоэмульсии.
Синтез микрокристаллов светочувствительного галогенида на поверхности коллодия при его взаимодействии с нитратом серебра заменялся аналогичным процессом непосредственно при смешивании в жидком коллодии. В результате, на основу поливалась уже светочувствительная эмульсия, не требующая дальнейшей обработки в азотнокислом серебре. Такая эмульсия использовалась влажной или покрывалась защитным слоем танина. Результатом реализации технологии стало получение позитивных хлоросеребряных фотоэмульсий, пригодных для печати, и ставших основой целлоидиновых фотобумаг. Вскоре были синтезированы йодосеребряная и бромосеребряная эмульсии с более высокой светочувствительностью. Сухая эмульсия такого типа в 1875 году была использована Леоном Варнерке в первом рулонном фотоматериале на гибкой бумажной основе. Между коллодием со светочувствительным галогенидом серебра и бумажной основой наносились несколько слоёв каучука. После проявления бумага пропитывалась скипидаром, и эмульсия отделялась для переноса на стеклянную пластинку. Окончательно проблемы были решены только с появлением сухих желатиносеребряных фотоэмульсий, использующихся в аналоговой фотографии до настоящего времени.

## Современное использование
В современной художественной фотографии мокрый коллодионный фотопроцесс нашёл применение, как альтернативная техника. По сравнению с желатиносеребряной фотографией, невозможной без промышленного выпуска фотоматериала, коллодионные пластинки обладают тем преимуществом, что могут изготавливаться фотографом самостоятельно. Процесс используется некоторыми фотохудожниками как в оригинальном виде, так и в технике амбротипии. Последняя особенно интересна в портретном жанре, давая изображение в единственном экземпляре ретро-стиля. Дополнительным выразительным средством выступают трудности полноценной спектральной сенсибилизации коллодионного слоя, естественная чувствительность которого лежит в сине-фиолетовой части спектра. Результатом становится необычное воспроизведение полутонов цветных объектов, особенно кожи и радужной оболочки глаз, характерное для портретов XIX века. Ортохроматическая сенсибилизация коллодионных пластин с помощью эозина, изобретённая в 1875 году Уотерхаузом, не нашла широкого применения из-за вытеснения процесса более современным желатиносеребряным.